# British Lion (álbum)
British Lion es el primer álbum del bajista y miembro fundador de Iron Maiden, Steve Harris, lanzado en 2012 por EMI.

## Historia y gestación
Tras el anuncio de la edición de este disco, en julio de 2012, la revista Classic Rock reveló que el proyecto tuvo su origen en una banda de nombre British Lion, apadrinada por Harris a principios de los años 90, lo cual Harris confirmó al mes siguiente durante una entrevista ofrecida para la misma revista, explicando que él mismo decidió colaborar musicalmente con el grupo, después que el guitarrista (Graham Leslie) le mostrara un demo con algunas canciones de la banda, Harris se convirtió así en su mánager, productor, e incluso colaboró en la composición.
El grupo finalmente se separó, pero Harris se mantuvo en contacto con Leslie y con el cantante Richie Taylor, quien comenzó a trabajar con un guitarrista llamado David Hawkins, con quienes el bajista continuó escribiendo música y colaborando, según su agenda con Iron Maiden se lo permitiera.
El álbum se fue gestando a lo largo de los años, consistiendo en diez canciones, siete escritas por Hawkins, Taylor y Harris, una escrita por Harris y Taylor, y las dos restantes compuestas por diversos miembros del grupo, Harris incluido. El bajista aseguró en una entrevista ofrecida a Kerrang! en septiembre de 2012, que él considera a British Lion el disco de su banda paralela, antes que un proyecto en solitario.
Al mismo tiempo agregó que el álbum es "Más bien rock que heavy metal, con un sonido muy británico de los 70s, y bastante comercial... aunque en el buen sentido de la palabra.
Tiene de todo un poco de aquello, con guiños a The Who, UFO y otros grupos ingleses de la época, aunque tampoco es el disco de rock progresivo que algunos esperarían."
Harris anunció tener deseos de grabar una secuela de British Lion. Un video de "This Is My God" fue dado a conocer el 2 de octubre de 2012, seguido del video de "Us Against the World", el 28 de noviembre.
Las críticas y puntajes recibidos por parte de la prensa especializada fluctúan entre tibios y favorables, desde un muy negativo de "Drowned in Sound" (3/10) un flojo 2,5/5 por parte de Allmusic.com, hasta un bueno de Classic Rock (7/10), un muy bueno de Kerrang! (4/5), e incluso un excelente del sitio musical Artistdirect.com, con 5/5.

## Lista de canciones
1. "This Is My God" (Steve Harris, David Hawkins, Richard Taylor) 4:57
2. "Lost Worlds" (Harris, Hawkins, Taylor) 4:58
3. "Karma Killer" (Harris, Hawkins, Taylor) 5:29
4. "Us Against the World" (Harris, Hawkins, Taylor) 4:12
5. "The Chosen Ones" (Harris, Taylor) 6:27
6. "A World Without Heaven" (Barry Fitzgibbon, Harris, Grahame Leslie, Gary Liederman, Ian Roberts, Taylor) 7:02
7. "Judas" (Harris, Hawkins, Taylor) 4:58
8. "Eyes of the Young" (Harris, Leslie, Roberts, Taylor) 5:25
9. "These Are the Hands" (Harris, Hawkins, Taylor) 4:28
10. "The Lesson" (Harris, Hawkins, Taylor) 4:15

## Personal
- Steve Harris – bajo
- Richard Taylor – voz líder
- David Hawkins – guitarra, teclados (excepto 5, 6 & 8)
- Grahame Leslie – guitarra en 5, 6 & 8
- Simon Dawson – batería en 2, 4 & 9
- Barry Fitzgibbon – guitarra en 5, 6 & 8
- Ian Roberts – batería en 5, 6 & 8
- Richard Cook – batería en 1, 3 & 7